# オケアン
全ロシア青少年センター「オケアン」は連邦政府の予算で運営される宿泊型教育施設（ラーゲリ）である。— 「オケアン」は11歳から17歳までの青少年の教育と休暇を目的として運営されており、希望者が利用できる。ウラジオストクの中心から20㎞、日本海沿岸に立地しており、年間利用者数は1万3,500人以上。「アルテック」「オルリョーノク」「スメーナ」と並び、ロシアの4大青少年センターの1つである。

## 歴史
1972年5月12日、ソ連の中央委員会の決議「1972年4月15日の全ソ共産スボートニク結果について」でウラル、シベリア、極東、北極地域の青少年を対象としたピオネールラーゲリの設立が決定した。
1974年、ウラジオストクの林地でピオネールラーゲリの建設が開始した。キャンプを開始した月に林地のです。 ラーゲリの建設プロジェクトはレニングラードの建築家イーゴリ・ボリソヴィチ・マリコフらによってデザインされた。
ラーゲリの名称は1975年、新聞「太平洋コムソモーレツ」で募集をかた。コンペの結果、そしてウラジオストクの第37番学校8年製エレーナ・スタロヴェロワの案「オケアン」という名称が選出された。